# Wahlkreis Sesto San Giovanni (Camera dei deputati)
Der Wahlkreis Sesto San Giovanni war von 1993 bis 2005 und ist seit 2020 wieder ein Wahlkreis (italienisch collegio elettorale) für die Wahl der Abgeordnetenkammer.

## Von 1993 bis 2005

### Wahlkreisgebiet
Der Wahlkreis umfasste 2 Gemeinden: Bresso und Sesto San Giovanni.

### Wahlergebnisse

#### Parlamentswahl 1994

##### Direktstimmen
| Kandidaten               | Kandidaten                | Parteien                                 | Stimmen | %    |
| ------------------------ | ------------------------- | ---------------------------------------- | ------- | ---- |
|                          | Pierangelo Palearigewählt | Polo delle Libertà (FI – LN – CCD – UdC) | 39.740  | 46,0 |
|                          | Fiorenza Bassoli          | Progressisti                             | 29.790  | 34,5 |
|                          | Luisa Maggi               | Patto per l’Italia                       | 7.481   | 8,7  |
|                          | Ambrogio Viviani          | Alleanza Nazionale                       | 5.525   | 6,4  |
|                          | Marco Bruschi             | Lista Marco Pannella – Riformatori       | 3.914   | 4,5  |
| Gesamt                   | Gesamt                    | Gesamt                                   | 86.450  | 100  |
|                          |                           |                                          |         |      |
| Ungültige Stimmen        | Ungültige Stimmen         | Ungültige Stimmen                        | 3.564   | 4,0  |
| Wähler                   | Wähler                    | Wähler                                   | 90.014  | 92,2 |
| Wahlberechtigte          | Wahlberechtigte           | Wahlberechtigte                          | 97.629  |      |
|                          |                           |                                          |         |      |
| Quelle: Innenministerium |                           |                                          |         |      |

##### Listenstimmen
| Parteien                             | Parteien                | Parteien                           | Stimmen | %    |
| ------------------------------------ | ----------------------- | ---------------------------------- | ------- | ---- |
|                                      | Polo delle Libertà      | Forza Italia                       | 23.857  | 27,5 |
| Lega Nord                            | Polo delle Libertà      | 11.384                             | 13,1    |      |
| ↳ Gesamt                             | Polo delle Libertà      | 35.241                             | 40,6    |      |
|                                      | Progressisti            | Partito Democratico della Sinistra | 17.284  | 19,9 |
| Partito della Rifondazione Comunista | Progressisti            | 6.269                              | 7,2     |      |
| Federazione dei Verdi                | Progressisti            | 2.550                              | 2,9     |      |
| Alleanza Democratica                 | Progressisti            | 1.457                              | 1,7     |      |
| La Rete                              | Progressisti            | 1.455                              | 1,7     |      |
| Partito Socialista Italiano          | Progressisti            | 1.117                              | 1,3     |      |
| ↳ Gesamt                             | Progressisti            | 30.132                             | 34,7    |      |
|                                      | Patto per l’Italia      | Partito Popolare Italiano          | 6.285   | 7,2  |
| Patto Segni                          | Patto per l’Italia      | 3.620                              | 4,2     |      |
| ↳ Gesamt                             | Patto per l’Italia      | 9.905                              | 11,4    |      |
|                                      | Alleanza Nazionale      | Alleanza Nazionale                 | 5.410   | 6,2  |
|                                      | Lista Marco Pannella    | Lista Marco Pannella               | 5.071   | 5,8  |
|                                      | Lega Alpina Lumbarda    | Lega Alpina Lumbarda               | 727     | 0,8  |
|                                      | La Lega di Angela Bossi | La Lega di Angela Bossi            | 358     | 0,4  |
| Gesamt                               | Gesamt                  | Gesamt                             | 86.844  | 100  |
|                                      |                         |                                    |         |      |
| Ungültige Stimmen                    | Ungültige Stimmen       | Ungültige Stimmen                  | 3.172   | 3,5  |
| Wähler                               | Wähler                  | Wähler                             | 90.016  | 92,2 |
| Wahlberechtigte                      | Wahlberechtigte         | Wahlberechtigte                    | 97.629  |      |
|                                      |                         |                                    |         |      |
| Quelle: Innenministerium             |                         |                                    |         |      |

#### Parlamentswahl 1996

##### Direktstimmen
| Kandidaten               | Kandidaten              | Parteien            | Stimmen | %    |
| ------------------------ | ----------------------- | ------------------- | ------- | ---- |
|                          | Giovanni Bianchigewählt | L’Ulivo             | 37.440  | 45,7 |
|                          | Alberto Clivati         | Polo per le Libertà | 32.767  | 40,0 |
|                          | Giulia Landoni          | Lega Nord           | 10.677  | 13,0 |
|                          | Luigia Bigatti          | Partito Umanista    | 1.056   | 1,3  |
| Gesamt                   | Gesamt                  | Gesamt              | 81.940  | 100  |
|                          |                         |                     |         |      |
| Ungültige Stimmen        | Ungültige Stimmen       | Ungültige Stimmen   | 3.968   | 4,6  |
| Wähler                   | Wähler                  | Wähler              | 85.908  | 89,2 |
| Wahlberechtigte          | Wahlberechtigte         | Wahlberechtigte     | 96.346  |      |
|                          |                         |                     |         |      |
| Quelle: Innenministerium |                         |                     |         |      |

##### Listenstimmen
| Parteien                                          | Parteien                             | Parteien                             | Stimmen | %    |
| ------------------------------------------------- | ------------------------------------ | ------------------------------------ | ------- | ---- |
|                                                   | Polo per le Libertà                  | Forza Italia                         | 21.914  | 26,6 |
| Alleanza Nazionale                                | Polo per le Libertà                  | 7.514                                | 9,1     |      |
| CCD – CDU                                         | Polo per le Libertà                  | 2.956                                | 3,6     |      |
| ↳ Gesamt                                          | Polo per le Libertà                  | 32.384                               | 39,4    |      |
|                                                   | L’Ulivo                              | Partito Democratico della Sinistra   | 19.162  | 23,3 |
| Popolari per Prodi (PPI – SVP – PRI – UD – Prodi) | L’Ulivo                              | 4.080                                | 5,0     |      |
| Rinnovamento Italiano                             | L’Ulivo                              | 3.266                                | 4,0     |      |
| Federazione dei Verdi                             | L’Ulivo                              | 2.127                                | 2,6     |      |
| ↳ Gesamt                                          | L’Ulivo                              | 28.635                               | 34,8    |      |
|                                                   | Lega Nord                            | Lega Nord                            | 9.925   | 12,1 |
|                                                   | Partito della Rifondazione Comunista | Partito della Rifondazione Comunista | 8.341   | 10,1 |
|                                                   | Lista Pannella – Sgarbi              | Lista Pannella – Sgarbi              | 2.221   | 2,7  |
|                                                   | Fiamma Tricolore                     | Fiamma Tricolore                     | 447     | 0,5  |
|                                                   | Partito Umanista                     | Partito Umanista                     | 293     | 0,4  |
| Gesamt                                            | Gesamt                               | Gesamt                               | 82.246  | 100  |
|                                                   |                                      |                                      |         |      |
| Ungültige Stimmen                                 | Ungültige Stimmen                    | Ungültige Stimmen                    | 3.667   | 4,3  |
| Wähler                                            | Wähler                               | Wähler                               | 85.913  | 89,2 |
| Wahlberechtigte                                   | Wahlberechtigte                      | Wahlberechtigte                      | 96.346  |      |
|                                                   |                                      |                                      |         |      |
| Quelle: Innenministerium                          |                                      |                                      |         |      |

#### Parlamentswahl 2001

##### Direktstimmen
| Kandidaten               | Kandidaten              | Parteien           | Stimmen | %    |
| ------------------------ | ----------------------- | ------------------ | ------- | ---- |
|                          | Giovanni Bianchigewählt | L’Ulivo            | 35.612  | 46,8 |
|                          | Aldo Brandirali         | Casa delle Libertà | 35.222  | 46,3 |
|                          | Gianfranco Galasso      | Lista Di Pietro    | 3.631   | 4,8  |
|                          | Diego Cotti             | Democrazia Europea | 1.559   | 2,1  |
| Gesamt                   | Gesamt                  | Gesamt             | 76.024  | 100  |
|                          |                         |                    |         |      |
| Ungültige Stimmen        | Ungültige Stimmen       | Ungültige Stimmen  | 3.651   | 4,6  |
| Wähler                   | Wähler                  | Wähler             | 79.675  | 86,2 |
| Wahlberechtigte          | Wahlberechtigte         | Wahlberechtigte    | 92.388  |      |
|                          |                         |                    |         |      |
| Quelle: Innenministerium |                         |                    |         |      |

##### Listenstimmen
| Parteien                       | Parteien                             | Parteien                               | Stimmen | %    |
| ------------------------------ | ------------------------------------ | -------------------------------------- | ------- | ---- |
|                                | Casa delle Libertà                   | Forza Italia                           | 23.764  | 30,9 |
| Alleanza Nazionale             | Casa delle Libertà                   | 7.073                                  | 9,2     |      |
| Lega Nord                      | Casa delle Libertà                   | 3.927                                  | 5,1     |      |
| CCD – CDU                      | Casa delle Libertà                   | 1.101                                  | 1,4     |      |
| ↳ Gesamt                       | Casa delle Libertà                   | 35.865                                 | 46,7    |      |
|                                | L’Ulivo                              | La Margherita (Dem – PPI – RI – Udeur) | 13.350  | 17,4 |
| Democratici di Sinistra        | L’Ulivo                              | 12.487                                 | 16,2    |      |
| Il Girasole (FdV – SDI)        | L’Ulivo                              | 1.631                                  | 2,1     |      |
| Partito dei Comunisti Italiani | L’Ulivo                              | 1.500                                  | 2,0     |      |
| ↳ Gesamt                       | L’Ulivo                              | 28.968                                 | 37,7    |      |
|                                | Partito della Rifondazione Comunista | Partito della Rifondazione Comunista   | 5.099   | 6,6  |
|                                | Lista Di Pietro                      | Lista Di Pietro                        | 3.349   | 4,4  |
|                                | Lista Emma Bonino                    | Lista Emma Bonino                      | 2.121   | 2,8  |
|                                | Partito Pensionati                   | Partito Pensionati                     | 806     | 1,0  |
|                                | Democrazia Europea                   | Democrazia Europea                     | 589     | 0,8  |
|                                | Abolizione Scorporo                  | Abolizione Scorporo                    | 58      | 0,1  |
| Gesamt                         | Gesamt                               | Gesamt                                 | 76.855  | 100  |
|                                |                                      |                                        |         |      |
| Ungültige Stimmen              | Ungültige Stimmen                    | Ungültige Stimmen                      | 2.830   | 3,6  |
| Wähler                         | Wähler                               | Wähler                                 | 79.685  | 86,3 |
| Wahlberechtigte                | Wahlberechtigte                      | Wahlberechtigte                        | 92.388  |      |
|                                |                                      |                                        |         |      |
| Quelle: Innenministerium       |                                      |                                        |         |      |

## Seit 2020

### Wahlkreisgebiet
| Wahlkreise – Camera dei deputati – Lombardei | Wahlkreise – Camera dei deputati – Lombardei | Wahlkreise – Camera dei deputati – Lombardei |
| Provinz                                      | Provinz                                      | Gemeinden nach Provinzen ⮞ Wahlkreis |
| -------------------------------------------- | -------------------------------------------- | --- |
|                                              | Metropolitanstadt Mailand (133 Gemeinden)    | ↳ Lombardei 1: Teil Mailands ⮞ Wahlkreis Mailand – Bande Nere Teil Mailands ⮞ Wahlkreis Mailand – Buenos Aires – Venezia Teil Mailands ⮞ Wahlkreis Mailand – Loreto 40 ⮞ Wahlkreis Rozzano 31 ⮞ Wahlkreis Legnano 33 ⮞ Wahlkreis Cologno Monzese 17 ⮞ Wahlkreis Sesto San Giovanni ↳ Lombardei 4: 11 ⮞ Wahlkreis Lodi |
|                                              | Provinz Bergamo (243 Gemeinden)              | ↳ Lombardei 2: 36 ⮞ Wahlkreis Lecco ↳ Lombardei 3: 117 ⮞ Wahlkreis Bergamo 90 ⮞ Wahlkreis Treviglio |
|                                              | Provinz Brescia (205 Gemeinden)              | ↳ Lombardei 3: 37 ⮞ Wahlkreis Brescia 46 ⮞ Wahlkreis Desenzano del Garda 112 ⮞ Wahlkreis Lumezzane ↳ Lombardei 4: 10 ⮞ Wahlkreis Cremona |
|                                              | Provinz Como (148 Gemeinden)                 | 66 ⮞ Wahlkreis Como 82 ⮞ Wahlkreis Sondrio |
|                                              | Provinz Cremona (113 Gemeinden)              | alle ⮞ Wahlkreis Cremona |
|                                              | Provinz Lecco (84 Gemeinden)                 | alle ⮞ Wahlkreis Lecco |
|                                              | Provinz Lodi (60 Gemeinden)                  | alle ⮞ Wahlkreis Lodi |
|                                              | Provinz Mantua (64 Gemeinden)                | alle ⮞ Wahlkreis Mantua |
|                                              | Provinz Monza und Brianza (55 Gemeinden)     | 30 ⮞ Wahlkreis Monza 25 ⮞ Wahlkreis Seregno |
|                                              | Provinz Pavia (186 Gemeinden)                | 157 ⮞ Wahlkreis Pavia 29 ⮞ Wahlkreis Lodi |
|                                              | Provinz Sondrio (77 Gemeinden)               | alle ⮞ Wahlkreis Sondrio |
|                                              | Provinz Varese (138 Gemeinden)               | 101 ⮞ Wahlkreis Varese 37 ⮞ Wahlkreis Busto Arsizio |

Der Wahlkreis umfasst 17 Gemeinde der Metropolitanstadt Mailand (Arese, Baranzate, Bollate, Bresso, Cesate, Cinisello Balsamo, Cormano, Cusano Milanino, Garbagnate Milanese, Lainate, Novate Milanese, Paderno Dugnano, Pero, Rho, Senago, Sesto San Giovanni und Solaro).

### Wahlergebnisse

#### Parlamentswahl 2022
| Kandidaten                          | Kandidaten                     | Stimmen | %    | Listen                                                  | Stimmen | %    |
| ----------------------------------- | ------------------------------ | ------- | ---- | ------------------------------------------------------- | ------- | ---- |
|                                     | Marco Osnatogewählt            | 111.476 | 43,7 | Fratelli d’Italia                                       | 62.323  | 24,4 |
| Lega per Salvini Premier            | Marco Osnatogewählt            | 111.476 | 43,7 | 28.387                                                  | 11,1    |      |
| Forza Italia                        | Marco Osnatogewählt            | 111.476 | 43,7 | 18.712                                                  | 7,3     |      |
| Noi Moderati                        | Marco Osnatogewählt            | 111.476 | 43,7 | 2.054                                                   | 0,8     |      |
|                                     | Matteo Mangili                 | 78.744  | 30,9 | Partito Democratico – Italia Democratica e Progressista | 56.060  | 22,0 |
| Alleanza Verdi e Sinistra           | Matteo Mangili                 | 78.744  | 30,9 | 11.284                                                  | 4,4     |      |
| +Europa                             | Matteo Mangili                 | 78.744  | 30,9 | 9.870                                                   | 3,9     |      |
| Impegno Civico – Centro Democratico | Matteo Mangili                 | 78.744  | 30,9 | 1.530                                                   | 0,6     |      |
|                                     | Daniele Tromboni               | 27.941  | 10,9 | Movimento 5 Stelle                                      | 27.941  | 10,9 |
|                                     | Emanuele Rosario De Carolis    | 23.725  | 9,3  | Azione – Italia Viva                                    | 23.725  | 9,3  |
|                                     | Adalberto Motta                | 4.994   | 2,0  | Italexit per l’Italia                                   | 4.994   | 2,0  |
|                                     | Felisa Francisca Alvear Pineda | 3.364   | 1,3  | Unione Popolare                                         | 3.364   | 1,3  |
|                                     | Massimo Leoni                  | 3.054   | 1,2  | Italia Sovrana e Popolare                               | 3.054   | 1,2  |
|                                     | Alberto Libutti                | 1.664   | 0,7  | Vita                                                    | 1.664   | 0,7  |
|                                     | Virgilio Maretto               | 244     | 0,1  | Noi di Centro – Europeisti                              | 244     | 0,1  |
| Gesamt                              | Gesamt                         | 255.206 | 100  |                                                         | 255.206 | 100  |
|                                     |                                |         |      |                                                         |         |      |
| Ungültige Stimmen                   | Ungültige Stimmen              | 9.362   | 3,5  |                                                         |         |      |
| Wähler                              | Wähler                         | 264.568 | 68,3 |                                                         |         |      |
| Wahlberechtigte                     | Wahlberechtigte                | 387.120 |      |                                                         |         |      |
|                                     |                                |         |      |                                                         |         |      |
| Quelle: Innenministerium            |                                |         |      |                                                         |         |      |